# Accord de libre-échange entre l'Indonésie et l'AELE
L'accord de libre-échange entre l'Indonésie et l'AELE est un accord de libre-échange signé le 16 décembre 2018, après 8 années de négociations notamment en ce qui concerne les droits de douane sur l'huile de palme. L'accord induit la suppression de 98 % des droits de douane entre les deux parties.

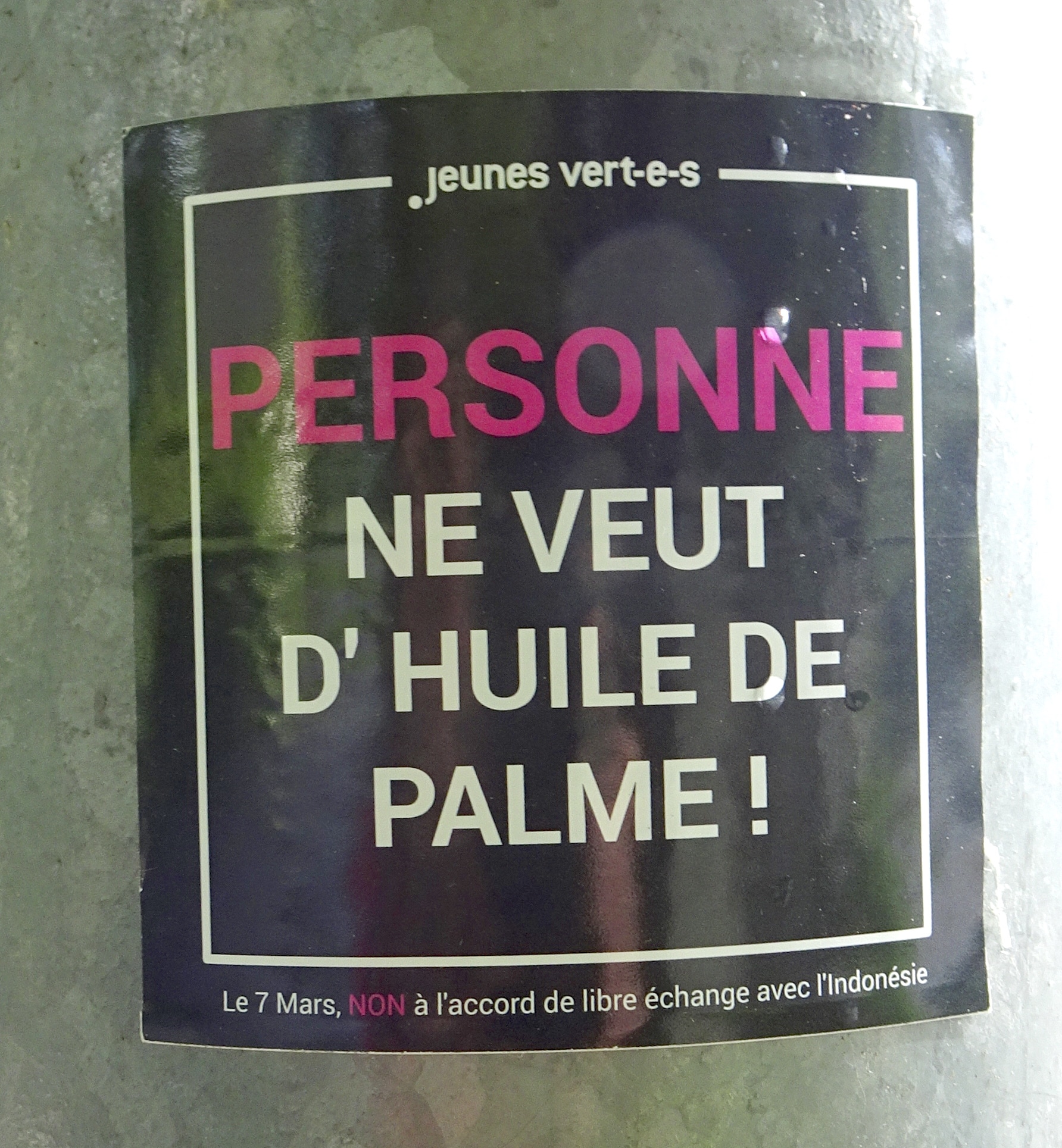
Autocollant des jeunes Vert-e-s, opposants.

L'accord est approuvé par référendum en Suisse à 51,65 % pour et 48,35 % contre avec une participation de 51 %. L'opposition à l'accord s'est notamment focalisée sur la question de l'huile de palme et son lien avec la déforestation.